# Zuidelijke Bocht

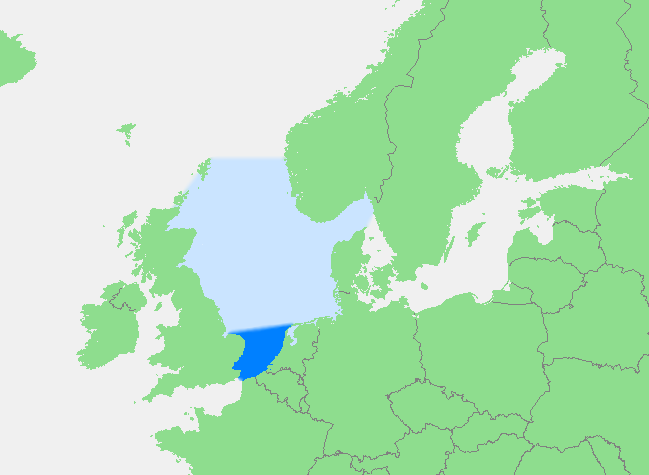
Locatie van de Zuidelijke Bocht

De Zuidelijke Bocht (Engels: Southern Bight) is het zuidelijke deel van de Noordzee, grenzend aan de kusten van Nederland, België, Frankrijk en Engeland. De Zuidelijke Bocht is samen met het aangrenzende Kanaal de drukst bevaren scheepvaartregio ter wereld. De Bocht heeft een breedte van zo'n honderdvijftig tot tweehonderd kilometer en een lengte van ruim tweehonderdvijftig kilometer.
De Zuidelijke Bocht ligt ten zuidwesten van de Waddenzee en de Duitse Bocht, en wordt in het noorden ruwweg begrensd door de lijn The Wash-Nederlandse Waddeneilanden, ten zuiden van de Doggersbank, een ondiep gedeelte in het midden van de Noordzee en de Outer Silver Pit, een diepte ten zuiden daarvan. Er bevinden zich veel zandbanken in de Zuidelijke Bocht, maar aan de Engelse kant loopt er vanaf de Straat van Dover tot aan de Norfolkbanken een relatief diep waterkanaal met een diepte van zo'n dertig meter of meer.
De Noordzee als een geheel heeft vergelijkbare hydrografische karakteristieken met die van de rest van de Atlantische Oceaan, maar die van de Zuidelijke Bocht is beter vergelijkbaar met die van Het Kanaal en wordt beïnvloed door de toevoer van het water van meerdere rivieren, zoals de Rijn, de Maas, de Schelde en de Theems, maar ook de Eems, Elbe en de Humber. De zeestroom die uit Het Kanaal komt, stroomt hoofdzakelijk langs de Nederlandse kust naar het noorden toe en de stroom die uit het noorden komt, stroomt langs de Engelse kust naar het zuiden om vervolgens ten noorden van de monding van de Theems af te buigen naar het noorden.